# 24 uur van Le Mans 1977

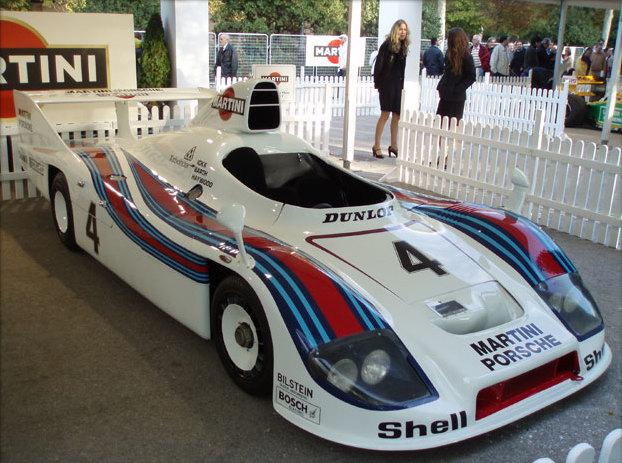
De winnende auto: de Porsche 936-77 #4.

De 24 uur van Le Mans 1977 was de 45e editie van deze endurancerace. De race werd verreden op 11 en 12 juni 1977 op het Circuit de la Sarthe nabij Le Mans, Frankrijk.
De race werd gewonnen door de Martini Racing Porsche System #4 van Jürgen Barth, Hurley Haywood en Jacky Ickx. Barth en Haywood behaalden hun eerste Le Mans-zege, terwijl Ickx zijn vierde overwinning behaalde en hiermee het record van Olivier Gendebien evenaarde. De Gr.5 SP-klasse werd gewonnen door de JMS Racing/ASA Cachia #40 van Claude Ballot-Léna en Peter Gregg. De GTP-klasse werd gewonnen door de Inaltéra #88 van Jean Rondeau en Jean Ragnotti. De Gr.6 S 2.0-klasse werd gewonnen door de Société Racing Organisation Course #26 van Michel Pignard, Albert Dufrène en Jacques Henry. De Gr.4 GT-klasse werd gewonnen door de Porsche Kremer Racing #58 van Bob Wollek, Jean-Pierre Wielemans en Philippe Gurdjian. De IMSA GT-klasse werd gewonnen door de Luigi Racing #71 van Pierre Dieudonné, Jean Xhenceval en Spartaco Dini.

## Race
Winnaars in hun klasse zijn vetgedrukt. Auto's die minder dan 70% van de afstand van de winnaar (239 ronden) hadden afgelegd werden niet geklasseerd. De #85 WM AEREM werd gediskwalificeerd omdat deze te veel achterstand had opgelopen.
| Pos. | Klasse     | No. | Team                                | Coureurs                                                      | Chassis                 | Motor                               | Banden | Ronden |
| ---- | ---------- | --- | ----------------------------------- | ------------------------------------------------------------- | ----------------------- | ----------------------------------- | ------ | ------ |
| 1    | Gr.6 S 3.0 | 4   | Martini Racing Porsche System       | Jürgen Barth Hurley Haywood Jacky Ickx                        | Porsche 936-77          | Porsche 911/78 2.1L F6 twin-turbo   | D      | 342    |
| 2    | Gr.6 S 3.0 | 10  | Grand Touring Cars Inc              | Vern Schuppan Jean-Pierre Jarier                              | Mirage M8               | Renault 1997cc V6 turbo             | G      | 331    |
| 3    | Gr.5 SP    | 40  | JMS Racing/ASA Cachia               | Claude Ballot-Léna Peter Gregg                                | Porsche 935             | Porsche 2.9L F6 turbo               | D      | 315    |
| 4    | GTP        | 88  | Inaltéra                            | Jean Rondeau Jean Ragnotti                                    | Inaltéra LM77           | Cosworth DFV 3.0L V8                | G      | 315    |
| 5    | Gr.6 S 3.0 | 5   | Alain de Cadenet                    | Alain de Cadenet Chris Craft                                  | De Cadenet-Lola LM77    | Cosworth DFV 3.0L V8                | G      | 315    |
| 6    | Gr.6 S 2.0 | 26  | Société Racing Organisation Course  | Michel Pignard Albert Dufrène Jacques Henry                   | Chevron B36             | Simca-ROC 1996cc S4                 | G      | 303    |
| 7    | Gr.4 GT    | 58  | Porsche Kremer Racing               | Bob Wollek Jean-Pierre Wielemans Philippe Gurdjian            | Porsche 934             | Porsche 3.0L F6 turbo               | G      | 298    |
| 8    | IMSA GT    | 71  | Luigi Racing                        | Pierre Dieudonné Jean Xhenceval Spartaco Dini                 | BMW 3.0 CSL             | BMW M30 3.2L S6                     | D      | 291    |
| 9    | IMSA GT    | 50  | Hervé Poulain                       | Hervé Poulain Marcel Mignot                                   | BMW 320i                | BMW M12 1991cc S4                   | G      | 287    |
| 10   | IMSA GT    | 61  | Christian Gouttepifre               | Christian Gouttepifre Philippe Malbran Alain Leroux           | Porsche 911 Carrera RS  | Porsche 3.0L F6                     | D      | 281    |
| 11   | Gr.6 S 3.0 | 2   | Inaltéra                            | Lella Lombardi Christine Beckers                              | Inaltéra LM77           | Cosworth DFV 3.0L V8                | G      | 279    |
| 12   | IMSA GT    | 70  | JMS Racing/ASA Cachia               | Jean-Pierre Delaunay Jacques Guérin Simon Delautour           | Porsche 911 Carrera RSR | Porsche 3.0L F6                     | D      | 275    |
| 13   | Gr.6 S 3.0 | 1   | Inaltéra                            | Jean-Pierre Beltoise Al Holbert                               | Inaltéra LM77           | Cosworth DFV 3.0L V8                | G      | 275    |
| 14   | IMSA GT    | 79  | Frères Ravenel                      | Jean-Louis Ravenel Jean Ravenel Jean-Marie Détrin             | Porsche 911 Carrera RS  | Porsche 3.0L F6                     | D      | 274    |
| 15   | GTP        | 86  | WM AEREM                            | Max Mamers Jean-Daniel Raulet                                 | WM P76                  | Peugeot PRV 2.7L V6                 | M      | 274    |
| 16   | IMSA       | 75  | North American Racing Team          | François Migault Lucien Guitteny                              | Ferrari 365 GT/4 BB     | Ferrari 4.4L V12                    | G      | 268    |
| 17   | GTP        | 83  | Robin Hamilton                      | Robin Hamilton David Preece Mike Salmon                       | Aston Martin DBS        | Aston Martin 5.3L V8                | D      | 260    |
| 18   | Gr.5 SP    | 47  | Anne-Charlotte Verney/BP            | Anne-Charlotte Verney René Metge Dany Snobeck Hubert Striebig | Porsche 911 Carrera RSR | Porsche 3.0L F6                     | D      | 254    |
| 19   | Gr.4 GT    | 56  | JMS Racing/ASA Cachia               | Jean-Louis Bousquet Cyril Grandet Philippe Dagoreau           | Porsche 934             | Porsche 3.0L F6 turbo               | D      | 253    |
| 20   | IMSA GT    | 77  | Wynn's International                | Dennis Aase Bob Kirby John Hotchkis                           | Porsche 911 Carrera RSR | Porsche 3.0L F6                     | G      | 246    |
| NC   | Gr.6 S 2.0 | 31  | Dorset Racing Associates            | Ian Harrower Martin Birrane Ernst Berg Richard Down           | Lola T294               | Cosworth BDA 1950cc S4              | G      | 213    |
| DNF  | Gr.6 S 3.0 | 8   | Équipe Renault Elf                  | Patrick Depailler Jacques Laffite                             | Renault Alpine A442     | Renault 1997cc V6 twin-turbo        | M      | 289    |
| DNF  | Gr.5 SP    | 39  | Gelo Racing Team                    | Klaus Ludwig Tim Schenken Hans Heyer Toine Hezemans           | Porsche 935             | Porsche 2.9L F6 turbo               | G      | 269    |
| DNF  | Gr.6 S 3.0 | 9   | Équipe Renault Elf                  | Jean-Pierre Jabouille Derek Bell                              | Renault Alpine A442     | Renault 1997cc V6 twin-turbo        | M      | 257    |
| DNF  | GTX        | 96  | GVEA/Porsche Club Romand            | André Savary Jean-Robert Corthay Antoine Salamin              | Porsche 911 Carrera RS  | Porsche 3.0L F6                     | M      | 211    |
| DNF  | IMSA GT    | 78  | Charles Ivey Engineering            | John Rulon-Miller John Cooper Peter Lovett                    | Porsche 911 Carrera RSR | Porsche 3.0L F6                     | G      | 198    |
| DNF  | IMSA GT    | 80  | Bernard Béguin                      | Bernard Béguin René Boubet Jean-Claude Briavoine              | Porsche 911 Carrera RS  | Porsche 3.0L F6                     | D      | 191    |
| DNF  | Gr.6 S 2.0 | 25  | Société Racing Organisation Course  | Max Cohen-Olivar Alain Flotard Michel Dubois                  | Chevron B36             | Simca-ROC 1996cc S4                 | G      | 176    |
| DNF  | Gr.6 S 2.0 | 21  | P. Sauber AG/Francy Racing          | Eugen Strähl Peter Bernhard                                   | Sauber C5               | BMW M12 1998cc S4                   | G      | 161    |
| DNF  | Gr.4 GT    | 59  | Schiller Racing                     | François Sérvanin Laurent Ferrier Franz Hummel                | Porsche 934             | Porsche 3.0L F6 turbo               | 160    | G      |
| DNF  | Gr.6 S 3.0 | 7   | Équipe Renault Elf                  | Patrick Tambay Jean-Pierre Jaussaud                           | Renault Alpine A442     | Renault 1997cc V6 twin-turbo        | M      | 158    |
| DNF  | GTP        | 87  | Bernard Decure                      | Bernard Decure Jean-Luc Thérier Jacky Cauchy                  | Alpine A310             | Renault PRV 2.7L V6                 | M      | 137    |
| DNF  | Gr.4 GT    | 60  | Schiller Racing                     | Claude Haldi Florian Vetsch Angelo Pallavicino                | Porsche 934             | Porsche 3.0L F6 turbo               | G      | 123    |
| DNF  | Gr.4 GT    | 57  | Nicolas Koob                        | Nicolas Koob Willy Braillard Guillermo Ortega                 | Porsche 934             | Porsche 3.0L F6 turbo               | D      | 116    |
| DNF  | Gr.4 GT    | 55  | Escuderia Montjuich                 | Juan Fernández Eugenio Baturone Raphael Tarradas              | Porsche 934             | Porsche 3.0L F6 turbo               |        | 115    |
| DNF  | Gr.6 S 2.0 | 14  | D. Broudy                           | Xavier Lapeyre Patrick Perrier                                | Lola T286               | Cosworth DFV 3.0L V8                | G      | 104    |
| DNF  | Gr.6 S 2.0 | 29  | Osella Squadra Corse                | Alain Cudini Raymond Touroul Anna Cambiaghi                   | Osella PA5              | BMW M12 1993cc S4                   | G      | 100    |
| DNF  | Gr.4 GT    | 63  | Joël Laplacette                     | Joël Laplacette Yves Courage André Gahinet                    | Porsche 911 Carrera     | Porsche 3.0L F6                     | M      | 100    |
| DNF  | Gr.6 S 2.0 | 32  | Cheetah Racing Cars/André Chevalley | André Chevalley François Trisconi Wink Bancroft               | Cheetah G-501           | Cosworth BDG 1975c S4               | G      | 93     |
| DNF  | Gr.5 SP    | 48  | Thierry Perrier                     | Thierry Perrier Jean Belliard                                 | Porsche 911 Carrera     | Porsche 3.0L F6                     | D      | 90     |
| DSQ  | GTP        | 85  | WM AEREM                            | Marc Sourd Xavier Mathiot                                     | WM P77                  | Peugeot PRV 2.7L V6 twin-turbo      | M      | 90     |
| DNF  | Gr.5 SP    | 49  | Hubert Striebig/BP                  | Hubert Striebig Guy Chasseuil Helmut Kirchoffer               | Porsche 934/5           | Porsche 3.2L F6 turbo               | D      | 65     |
| DNF  | Gr.6 S 3.0 | 11  | Grand Touring Cars Inc              | Sam Posey Michel Leclère                                      | Mirage M8               | Renault 1997cc V6 turbo             | G      | 58     |
| DNF  | Gr.5 SP    | 41  | Martini Racing Porsche System       | Rolf Stommelen Manfred Schurti                                | Porsche 935-77          | Porsche Type-935 2.9L F6 twin-turbo | D      | 52     |
| DNF  | Gr.4 GT    | 62  | Georges Bourdillat                  | Georges Bourdillat Bruno Sotty Alain-Michel Bernhard          | Porsche 911 Carrera     | Porsche 3.0L F6                     |        | 52     |
| DNF  | IMSA GT    | 72  | Luigi Racing                        | Tom Walkinshaw Eddy Joosen Claude de Wael                     | BMW 3.0 CSL             | BMW M30 3.2L S6                     | D      | 46     |
| DNF  | Gr.6 S 3.0 | 3   | Martini Racing Porsche System       | Jacky Ickx Henri Pescarolo                                    | Porsche 936-77          | Porsche 911/78 2.1L F6 twin-turbo   | D      | 45     |
| DNF  | GTP        | 89  | Team Esso Aseptogyl                 | Christine Dacremont Marianne Hoepfner                         | Lancia Stratos Turbo    | Ferrari 2.4L V6 turbo               | M      | 37     |
| DNF  | IMSA GT    | 76  | Garage du Bac/Jean-Claude Giroix    | Jean-Claude Depince Jacques Coulon                            | BMW 3.0 CSL             | BMW M30 3.2L S6                     | D      | 28     |
| DNF  | Gr.6 S 2.0 | 28  | Jean-Marie Lemerle                  | Jean-Marie Lemerle Alain Levié Pierre-François Rousselot      | Lola T294               | Simca-ROC 1996cc S4                 | G      | 27     |
| DNF  | Gr.6 S 2.0 | 22  | Chandler IBEC Team Lloyd's          | Tony Charnell Ian Bracey John Hine Robin Smith                | Chevron B31             | Cosworth FVD 1985cc S4              | G      | 21     |
| DNF  | Gr.6 S 2.0 | 30  | GVEA/Écurie Rolloise                | Georges Morand Christian Blanc Fréderic Alliot                | Lola T296               | Cosworth BDG 1992cc S4              | G      | 19     |
| DNF  | Gr.5 SP    | 38  | Gelo Racing Team                    | Klaus Ludwig Toine Hezemans Hans Heyer                        | Porsche 935             | Porsche Type-935 2.9L F6 turbo      | G      | 15     |
| DNF  | Gr.5 SP    | 42  | Porsche Kremer Racing               | John Fitzpatrick Guy Edwards Nick Faure                       | Porsche 935 K2          | Porsche Type-935 2.9L F6 turbo      | G      | 15     |
| DNF  | Gr.6 S 3.0 | 16  | Jacky Haran/H. de Chaunac           | Didier Pironi René Arnoux Guy Fréquelin                       | Renault Alpine A442     | Renault 1997cc V6 twin-turbo        | M      | 0      |
| DNQ  | Gr.6 S 3.0 | 6   | Alain de Cadenet                    | Simon Phillips Richard Bond Tony Birchenhough                 | De Cadenet-Lola T380    | Cosworth DFV 3.0L V8                | G      | 0      |
| DNQ  | Gr.6 S 2.0 | 20  | Daniel Brillat/Seymaz Racing        | Daniel Brillat Eric Vuagnat Sandro Plastina                   | Cheetah G-601           | BMW M12 1998cc S4                   | G      | 0      |
| DNQ  | Gr.6 S 2.0 | 27  | Société Racing Organisation Course  | Fred Stalder Jacky Haran Jean-Louis Bos                       | Chevron B36             | Simca-ROC 1996cc S4                 | G      | 0      |
| DNQ  | Gr.5 SP    | 43  | L. Meznarie                         | Thierry Sabine Jean Bélin                                     | Porsche 911 Carrera RSR | Porsche 3.2L F6                     | D      | 0      |
| DNQ  | Gr.4 GT    | 66  | "Ségolen"                           | André Gahinet Christian Bussi                                 | Porsche 934             | Porsche 3.0L F6 turbo               | M      | 0      |
| DNQ  | IMSA GT    | 73  | M. Ouviére                          | Roger Dorchy Philippe Streiff Philippe Jaffrenou              | Porsche 911 Carrera RS  | Porsche 3.0L F6                     | M      | 0      |
| DNA  | GTP        | 84  | Jean-Louis Chateau                  | Jean-Louis Chateau Jean-Marie Tranchant                       | Porsche 935             | Porsche Type-935 3.0L F6 turbo      | D      | 0      |
| DNA  | Gr.4 GT    | 67  | Scuderia Jolly Club                 | Anna Cambiaghi Emilio Paleari                                 | Lancia Stratos HF       | Ferrari 2.4L V6                     |        | 0      |

1923 · 1924 · 1925 · 1926 · 1927 · 1928 · 1929 · 1930 · 1931 · 1932 · 1933 · 1934 · 1935 · 1936 · 1937 · 1938 · 1939 · 1940 - 1948 · 1949 · 1950 · 1951 · 1952 · 1953 · 1954 · 1955 (Ramp) · 1956 · 1957 · 1958 · 1959 · 1960 · 1961 · 1962 · 1963 · 1964 · 1965 · 1966 · 1967 · 1968 · 1969 · 1970 · 1971 · 1972 · 1973 · 1974 · 1975 · 1976 · 1977 · 1978 · 1979 · 1980 · 1981 · 1982 · 1983 · 1984 · 1985 · 1986 · 1987 · 1988 · 1989 · 1990 · 1991 · 1992 · 1993 · 1994 · 1995 · 1996 · 1997 · 1998 · 1999 · 2000 · 2001 · 2002 · 2003 · 2004 · 2005 · 2006 · 2007 · 2008 · 2009 · 2010 · 2011 · 2012 · 2013 · 2014 · 2015 · 2016 · 2017 · 2018 · 2019 · 2020 · 2021 · 2022 · 2023 · 2024